# 航海王 無限巡航 SP
《ONE PIECE 無限巡航 SP》（日语：ONE PIECE アンリミテッドクルーズ スペシャル，One Piece:Unlimited Cruise Special）是《ONE PIECE》系列首款N3DS新作品。

## 外部連結
- （日語）遊戲官方網站 （页面存档备份，存于）